# Benjamin Daydon Jackson
Benjamin Daydon Jackson (3. dubna 1846 Stockwell – 12. října 1927 Londýn) byl anglický botanik a bibliograf.

## Dílo
- Guide to the Literature of Botany; Being a Classified Selection of Botanical Works, Including Nearly 6000 Titles Not Given in Pritzel's 'Thesaurus.'., 1881
- Vegetable technology, 1882
- A Glossary of Botanic Terms, with Their Derivation and Accent, 1900